# Sognolles-en-Montois
Sognolles-en-Montois là một xã ở tỉnh Seine-et-Marne, thuộc vùng Île-de-France ở miền bắc nước Pháp.

## Dân số
Người dân ở Sognolles-en-Montois được gọi là Sognolots.
Điều tra dân số năm 1999, xã này có dân số là 345.